# Episodi di Fraggle Rock (seconda stagione)
La seconda stagione della serie televisiva Fraggle Rock è stata trasmessa in anteprima negli Stati Uniti d'America dalla HBO tra il 2 gennaio 1984 e l'11 giugno 1984.
| nº | Titolo originale                         | Titolo italiano | Prima TV USA     | Prima TV Italia |
| -- | ---------------------------------------- | --------------- | ---------------- | --------------- |
| 1  | Wembley's Egg                            | inedito         | 2 gennaio 1984   | inedito         |
| 2  | Boober Rock                              | inedito         | 9 gennaio 1984   | inedito         |
| 3  | The Trash Heap Doesn't Live Here Anymore | inedito         | 16 gennaio 1984  | inedito         |
| 4  | Red's Sea Monster                        | inedito         | 23 gennaio 1984  | inedito         |
| 5  | Uncle Matt Comes Home                    | inedito         | 30 gennaio 1984  | inedito         |
| 6  | Boober's Dream                           | inedito         | 6 febbraio 1984  | inedito         |
| 7  | Mokey and the Minstrels                  | inedito         | 13 febbraio 1984 | inedito         |
| 8  | All Work and All Play                    | inedito         | 20 febbraio 1984 | inedito         |
| 9  | Sir Hubris and the Gorgs                 | inedito         | 27 febbraio 1984 | inedito         |
| 10 | A Friend in Need                         | inedito         | 5 marzo 1984     | inedito         |
| 11 | The Wizard of Fraggle Rock               | inedito         | 12 marzo 1984    | inedito         |
| 12 | The Doozer Contest                       | inedito         | 19 marzo 1984    | inedito         |
| 13 | Red's Club                               | inedito         | 26 marzo 1984    | inedito         |
| 14 | The Secret of Convincing John            | inedito         | 2 aprile 1984    | inedito         |
| 15 | Manny's Land of Carpets                  | inedito         | 9 aprile 1984    | inedito         |
| 16 | Junior Sells the Farm                    | inedito         | 16 aprile 1984   | inedito         |
| 17 | Fraggle Wars                             | inedito         | 23 aprile 1984   | inedito         |
| 18 | The Day the Music Died                   | inedito         | 30 aprile 1984   | inedito         |
| 19 | Doomsday Soup                            | inedito         | 7 maggio 1984    | inedito         |
| 20 | A Cave of One's Own                      | inedito         | 14 maggio 1984   | inedito         |
| 21 | Wembley and the Great Race               | inedito         | 21 maggio 1984   | inedito         |
| 22 | Doozer Is as Doozer Does                 | inedito         | 28 maggio 1984   | inedito         |
| 23 | Boober's Quiet Day                       | inedito         | 4 giugno 1984    | inedito         |
| 24 | The Invasion of the Toe Ticklers         | inedito         | 11 giugno 1984   | inedito         |